# 九彩乡
九彩乡，是中华人民共和国宁夏回族自治区中卫市海原县下辖的一个乡镇级行政单位。

## 行政区划
九彩乡下辖以下地区：
九彩村、元套村、马套村、黑林村、马圈村、马湾村和新庄村。